# Andrej Luhin
Andrej Ivanavitj Luhin (på hviderussisk: Андрэй Іванавіч Лугін ; russisk: Андрей Иванович Лугин tr. Andrej Ivanovitj Lugin) (født 1. april 1959 i Minsk) er en hviderussisk tidligere roer.

## Rokarriere
Luhin var en del af den otter, der repræsenterede Sovjetunionen ved VM i 1979 og der vandt bronze. Han var også med i den sovjetiske otter ved OL 1980 på hjemmebane i Moskva, hvor Viktor Kokosjin, Andrij Tisjtjenko, Oleksandr Tkatjenko, Jonas Narmontas, Jonas Pinskus, Oleksandr Mantsevitj, Ihar Majstrenka og styrmand Hrihorij Dmitrenko udgjorde resten af bådens besætning. Den sovjetiske båd havde bedste tid i indledende runde, men i finalen var det de østtyske storfavoritter, der efter 1000 m lagde sig i spidsen og sikrede sig guld med et pænt forspring til briterne på andenpladsen, mens den sovjetiske båd fik bronze.

## OL-medaljer
- 1980:  Bronze i otter